# Careproctus scottae
Careproctus scottae és una espècie de peix pertanyent a la família dels lipàrids.

## Hàbitat
És un peix marí, de clima polar i demersal que viu entre 8 i 183 m de fondària.

## Distribució geogràfica
Es troba al Pacífic nord-oriental: el sud-est d'Alaska.

## Observacions
És inofensiu per als humans.